# Blémerey (Meurthe-et-Moselle)
Pour les articles homonymes, voir Blémerey.
Blémerey est une commune française située dans le département de Meurthe-et-Moselle en région Grand Est.

## Géographie
Blémerey est un petit village situé sur un faible ruisseau nommé le Lintrey, à 9 km au nord-ouest de Blâmont. La Rognelle prend sa source sur le territoire de la commune et se jette dans le ruisseau de l'Étang.
|          | Reillon  |                    |
| Domjevin | Blémerey | Chazelles-sur-Albe |
| Fréménil |          | Saint-Martin       |

### Hydrographie
La commune est dans le bassin versant du Rhin au sein du bassin Rhin-Meuse. Elle est drainée par la Vezouze, le ruisseau de la Rognelle, le ruisseau Dessous l'Étang et le ruisseau du Paquis le Berger,.
La Vezouze, d'une longueur de 75 km, prend sa source dans la commune de Saint-Sauveur et se jette  dans la Meurthe à Rehainviller, après avoir traversé 24 communes. 

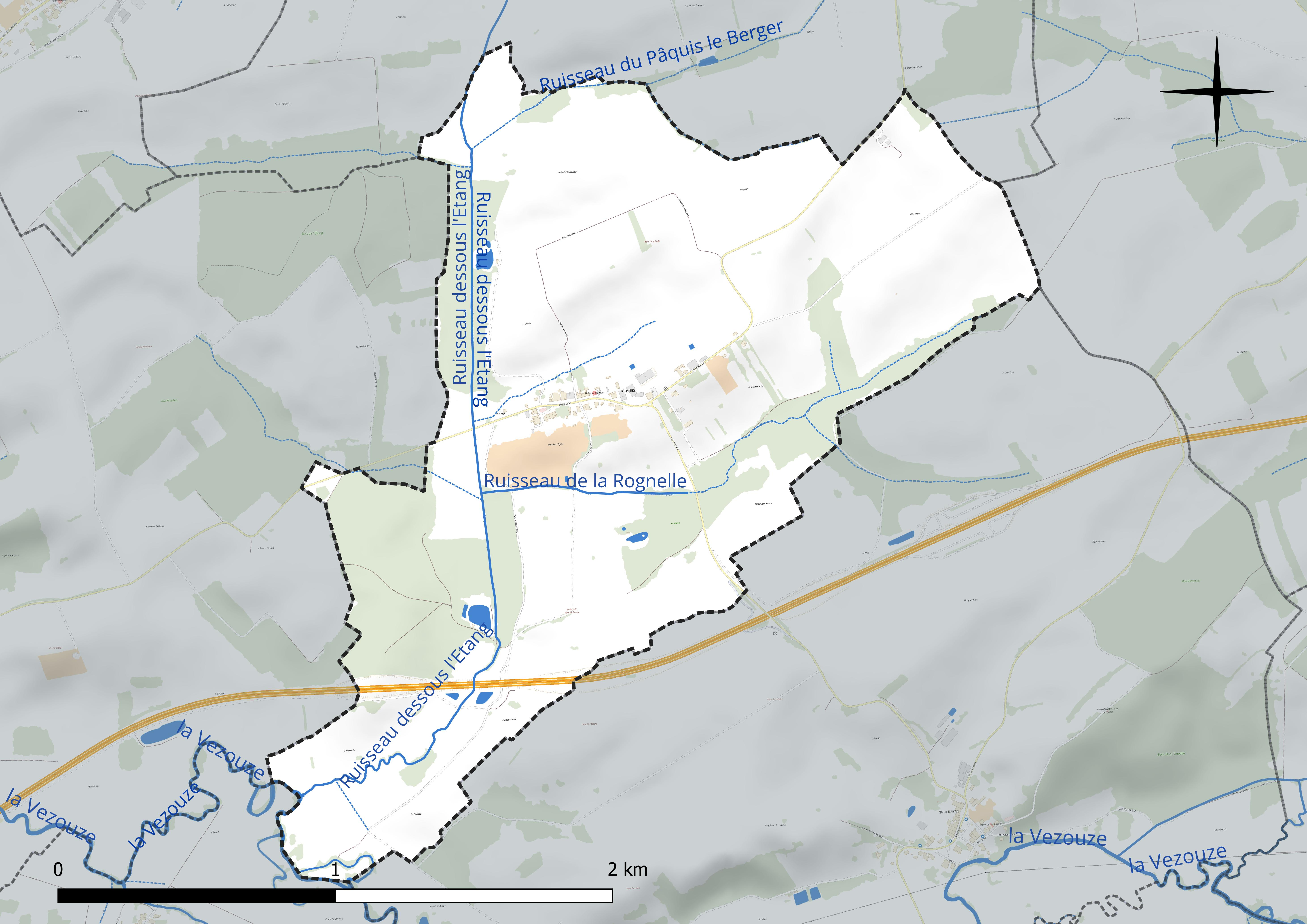
Réseau hydrographique de Blémerey.

### Climat
Pour des articles plus généraux, voir Climat du Grand Est et Climat de Meurthe-et-Moselle.
En 2010, le climat de la commune est de type climat des marges montargnardes, selon une étude du Centre national de la recherche scientifique s'appuyant sur une série de données couvrant la période 1971-2000. En 2020, Météo-France publie une typologie des climats de la France métropolitaine dans laquelle la commune est exposée à un climat semi-continental et est dans la région climatique  Vosges, caractérisée par une pluviométrie très élevée (1 500 à 2 000 mm/an) en toutes saisons et un hiver rude (moins de 1 °C). 
Pour la période 1971-2000, la température annuelle moyenne est de 9,8 °C, avec une amplitude thermique annuelle de 16,8 °C. Le cumul annuel moyen de précipitations est de 892 mm, avec 12,2 jours de précipitations en janvier et 9,7 jours en juillet. Pour la période 1991-2020, la température moyenne annuelle observée sur la station météorologique de Météo-France la plus proche, « St Maurice », sur la commune de Saint-Maurice-aux-Forges à 12 km à vol d'oiseau, est de 10,5 °C et le cumul annuel moyen de précipitations est de 837,4 mm. 
La température maximale relevée sur cette station est de 39,2 °C, atteinte le 25 juillet 2019 ; la température minimale est de −19,9 °C, atteinte le 1er mars 2005,,. 
Les paramètres climatiques de la commune ont été estimés pour le milieu du siècle (2041-2070) selon différents scénarios d'émission de gaz à effet de serre à partir des nouvelles projections climatiques de référence DRIAS-2020. Ils sont consultables sur un site dédié publié par Météo-France en novembre 2022.

## Urbanisme

### Typologie
Au 1er janvier 2024, Blémerey est catégorisée commune rurale à habitat dispersé, selon la nouvelle grille communale de densité à sept niveaux définie par l'Insee en 2022.
Elle est située hors unité urbaine et hors attraction des villes,.

### Occupation des sols
L'occupation des sols de la commune, telle qu'elle ressort de la base de données européenne d’occupation biophysique des sols Corine Land Cover (CLC), est marquée par l'importance des territoires agricoles (76,6 % en 2018), en diminution par rapport à 1990 (78,7 %). La répartition détaillée en 2018 est la suivante : terres arables (46,2 %), prairies (30,4 %), forêts (20,8 %), zones industrielles ou commerciales et réseaux de communication (2,6 %). L'évolution de l’occupation des sols de la commune et de ses infrastructures peut être observée sur les différentes représentations cartographiques du territoire : la carte de Cassini (XVIIIe siècle), la carte d'état-major (1820-1866) et les cartes ou photos aériennes de l'IGN pour la période actuelle (1950 à aujourd'hui).

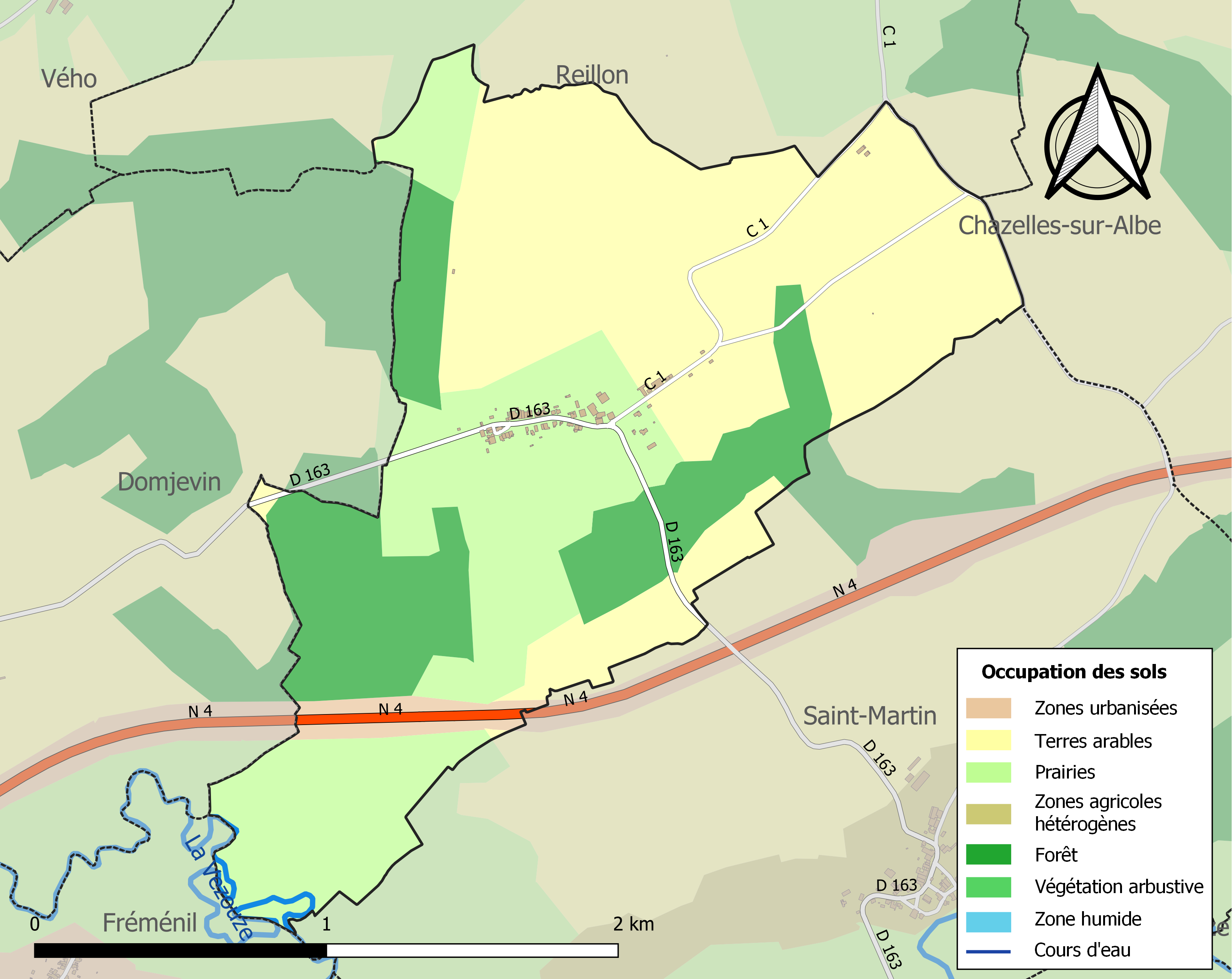
Carte des infrastructures et de l'occupation des sols de la commune en 2018 (CLC).

## Toponymie
Le nom de la localité est attesté sous les formes Blumerys (1276) ; Blumeriez (1293) ; Blemereis (1318) ; Blumereix (1327) ; Blemmerey (1549) ; Blesmery (1600).

Le nom du village homonyme Blémerey (Vosges) a la même étymologie.

## Histoire
En 1531 eut lieu la réfection du moulin.
Après les terribles fléaux du XVIIe siècle qui ont ravagé la Lorraine, il ne restait qu'un seul habitant à Blémerey, tout comme à Repaix, Barbas, Autrepierre et plus aucun à Frémonville pendant la guerre de Trente Ans, vers 1636.
Reillon fut une annexe de la commune.

## Politique et administration
| Période                                  | Période                   | Identité                                      | Étiquette | Qualité                       |
| ---------------------------------------- | ------------------------- | --------------------------------------------- | --------- | ----------------------------- |
| Les données manquantes sont à compléter. |                           |                                               |           |                               |
| mars 2001                                | 2014                      | Bernard Henry                                 |           |                               |
| mars 2014                                | En cours (au 26 mai 2020) | Gérard Patoux, Réélu pour le mandat 2020-2026 |           | Ancien agriculteur exploitant |

## Population et société

### Démographie
L'évolution du nombre d'habitants est connue à travers les recensements de la population effectués dans la commune depuis 1793. Pour les communes de moins de 10 000 habitants, une enquête de recensement portant sur toute la population est réalisée tous les cinq ans, les populations de référence des années intermédiaires étant quant à elles estimées par interpolation ou extrapolation. Pour la commune, le premier recensement exhaustif entrant dans le cadre du nouveau dispositif a été réalisé en 2004.

En 2022, la commune comptait 54 habitants, en évolution de −20,59 % par rapport à 2016 (Meurthe-et-Moselle : −0,13 %, France hors Mayotte : +2,11 %).
| 1793 | 1800 | 1806 | 1821 | 1831 | 1836 | 1841 | 1846 | 1851 |
| ---- | ---- | ---- | ---- | ---- | ---- | ---- | ---- | ---- |
| 146  | 183  | 160  | 180  | 190  | 228  | 221  | 197  | 191  |

| 1856 | 1861 | 1872 | 1876 | 1881 | 1886 | 1891 | 1896 | 1901 |
| ---- | ---- | ---- | ---- | ---- | ---- | ---- | ---- | ---- |
| 189  | 196  | 190  | 196  | 211  | 190  | 179  | 167  | 153  |

| 1906 | 1911 | 1921 | 1926 | 1931 | 1936 | 1946 | 1954 | 1962 |
| ---- | ---- | ---- | ---- | ---- | ---- | ---- | ---- | ---- |
| 148  | 144  | 96   | 88   | 94   | 90   | 69   | 58   | 49   |

| 1968 | 1975 | 1982 | 1990 | 1999 | 2004 | 2006 | 2009 | 2014 |
| ---- | ---- | ---- | ---- | ---- | ---- | ---- | ---- | ---- |
| 50   | 49   | 56   | 58   | 58   | 52   | 48   | 60   | 67   |

| 2019 | 2022 | - | - | - | - | - | - | - |
| ---- | ---- | - | - | - | - | - | - | - |
| 57   | 54   | - | - | - | - | - | - | - |

## Culture locale et patrimoine

### Lieux et monuments
- Église reconstruite après 1918.

### Héraldique, logotype et devise
| Blason de Blémerey | Blason  | De gueules à la roue de moulin d’or accostée de deux saumons d’argent accompagnés en pointe par une rivière ondée de même. |
| Blason de Blémerey | Détails | Le statut officiel du blason reste à déterminer.                                                                           |